# 한국민속촌
한국민속촌(韓國民俗村, 영어: Korean Folk Village)은 대한민국 경기도 용인시 기흥구 보라동 민속촌로 90에 위치한 테마파크이다. 
한국의 민속적인 삶을 종합적으로 재현하고 있는 사실적이고도 흥미로운 곳으로, 한국의 전통 문화를 보고 체험해 볼 수 있다. 
에버랜드하고 가까운 곳에 있으며, 한국인하고 외국인 모두에게 유명한 관광지이다. 
울창한 나무들하고 맑은 시내가 굽이쳐 흐르는 아늑한 분지에 조선시대 500년의 생활상을 재현한 곳으로, 최근 다양한 캐릭터 아르바이트생을 선발하여 다양한 재미를 주고있다. 
온라인으로 화제가된 거지 알바, 사약 마시기 체험, 관상 알바 등이 있다.
한국민속촌 30만여평의 부지에 북부지방, 중부지방, 남부지방, 제주지방, 울릉도 지방까지 각 도의 270여 동의 각종 농가(초가집과 기와집)에 그 생활 양식, 당시의 관가 등을 비롯하여 대장간, 도요굴, 글방, 떡전, 한약방, 관상소, 99칸짜리 양반집, 유기공방, 도자기 가마 등의 생산공장, 각종 민속음식과 생활용품을 파는 민속 장터 등 옛 모습을 구경할 수 있으며, 승마 체험, 천연 염색 체험, 전통 생활 체험 등도 할 수 있다. 
또한, 유네스코 인류무형유산에 선정된 농악놀이에 전통혼례 및 마상무예 공연을 볼 수 있다.놀이동산 및 도깨비 집, 시장, 박물관 등도 있다. 
겨울에는 눈썰매장에 빙어 체험도 가능하다.

## 관련 그림

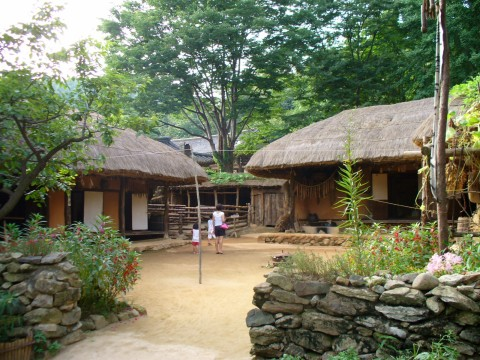
전통가옥
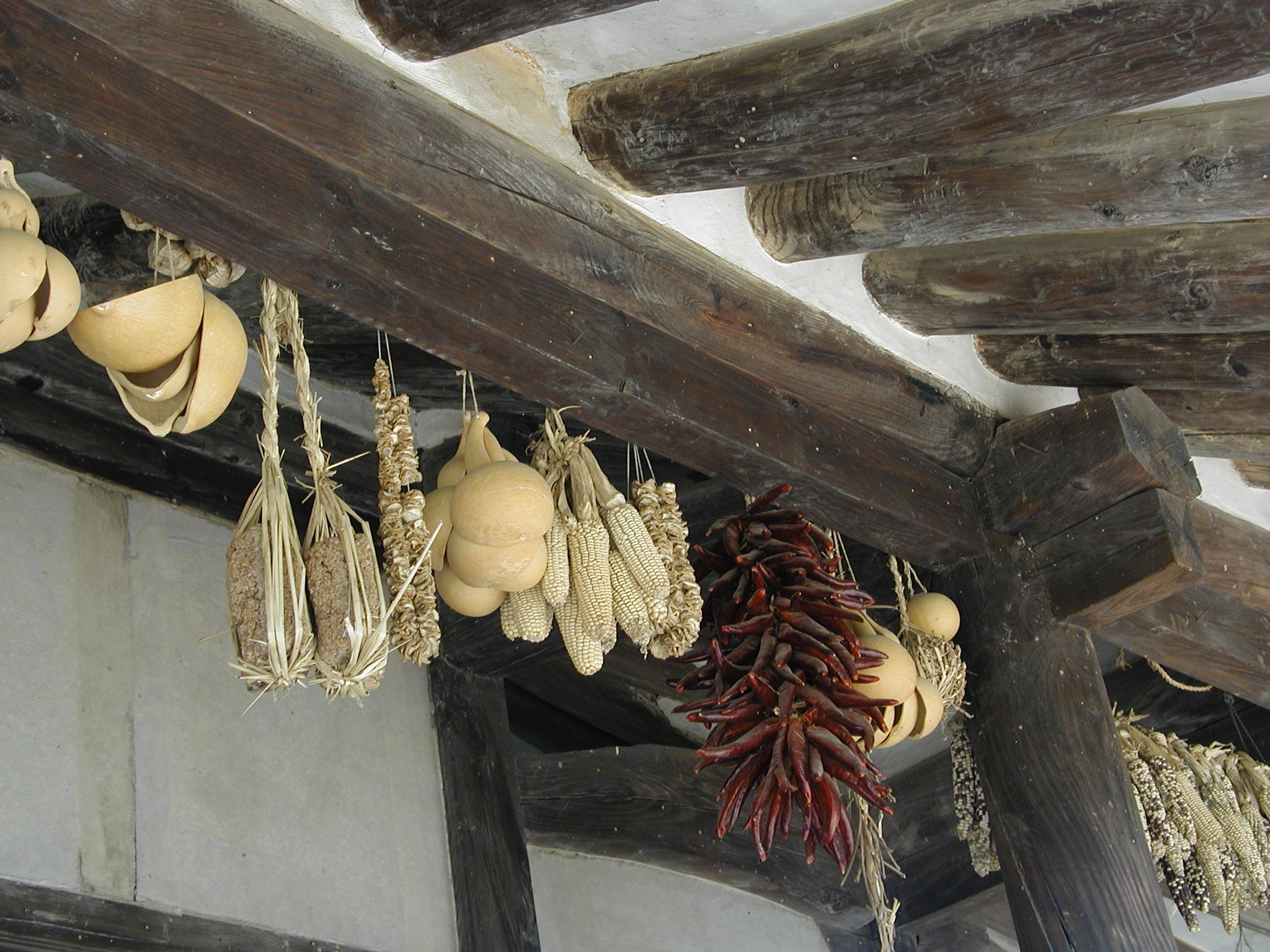
농가가옥 모습
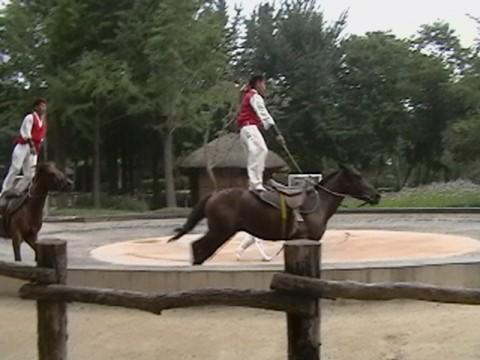
승마기술 재현
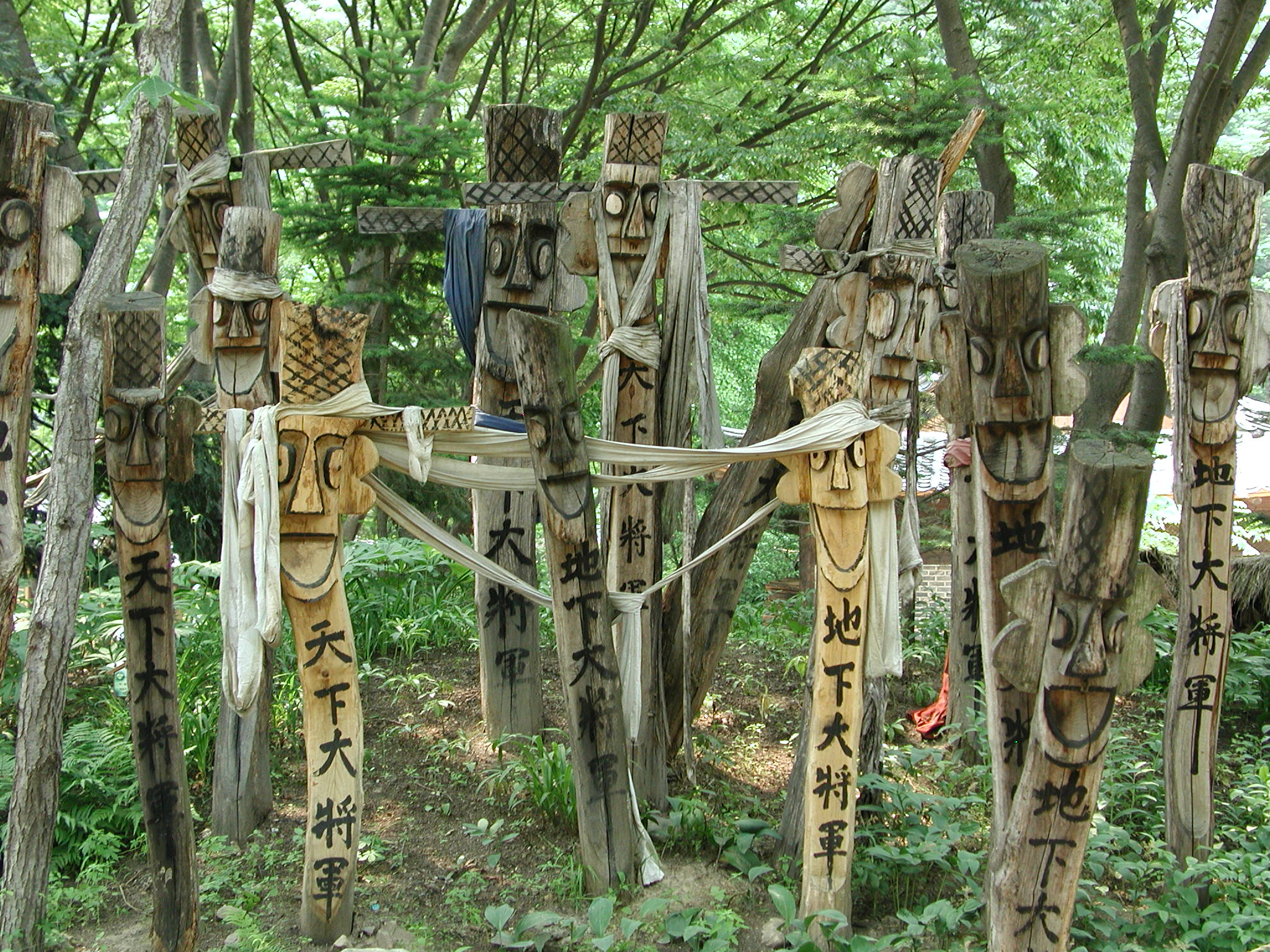
장승
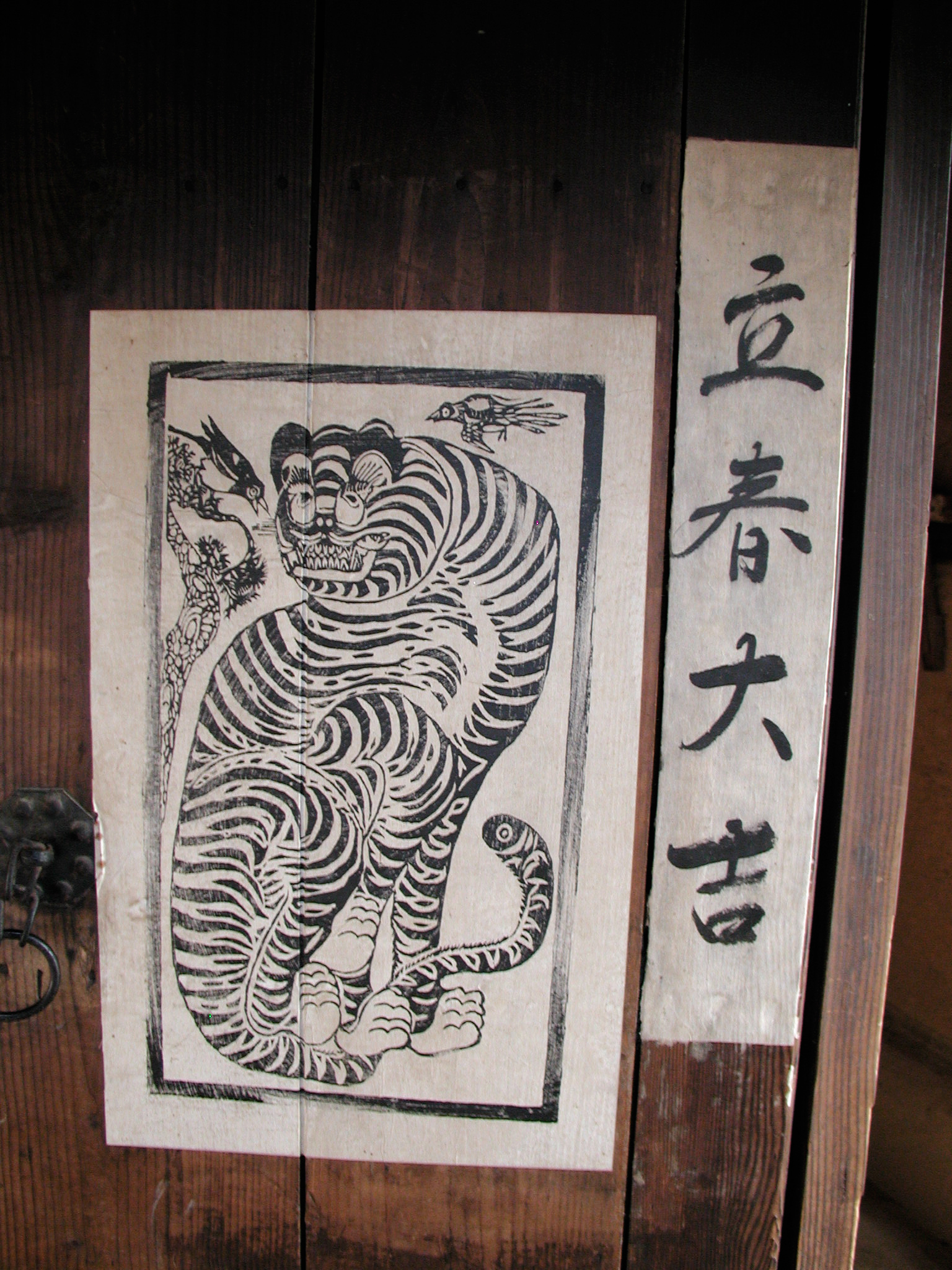
대문 (입춘대길)
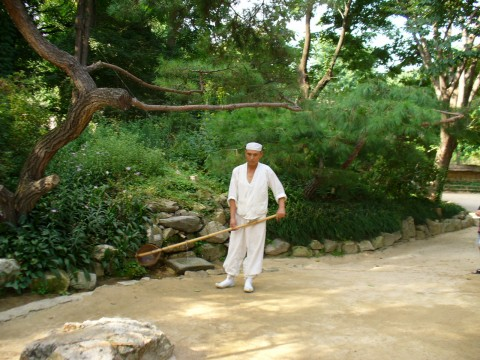
농부
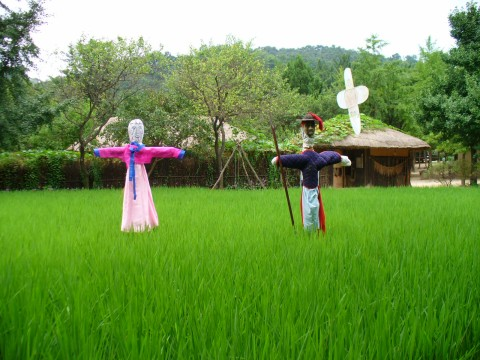
허수아비
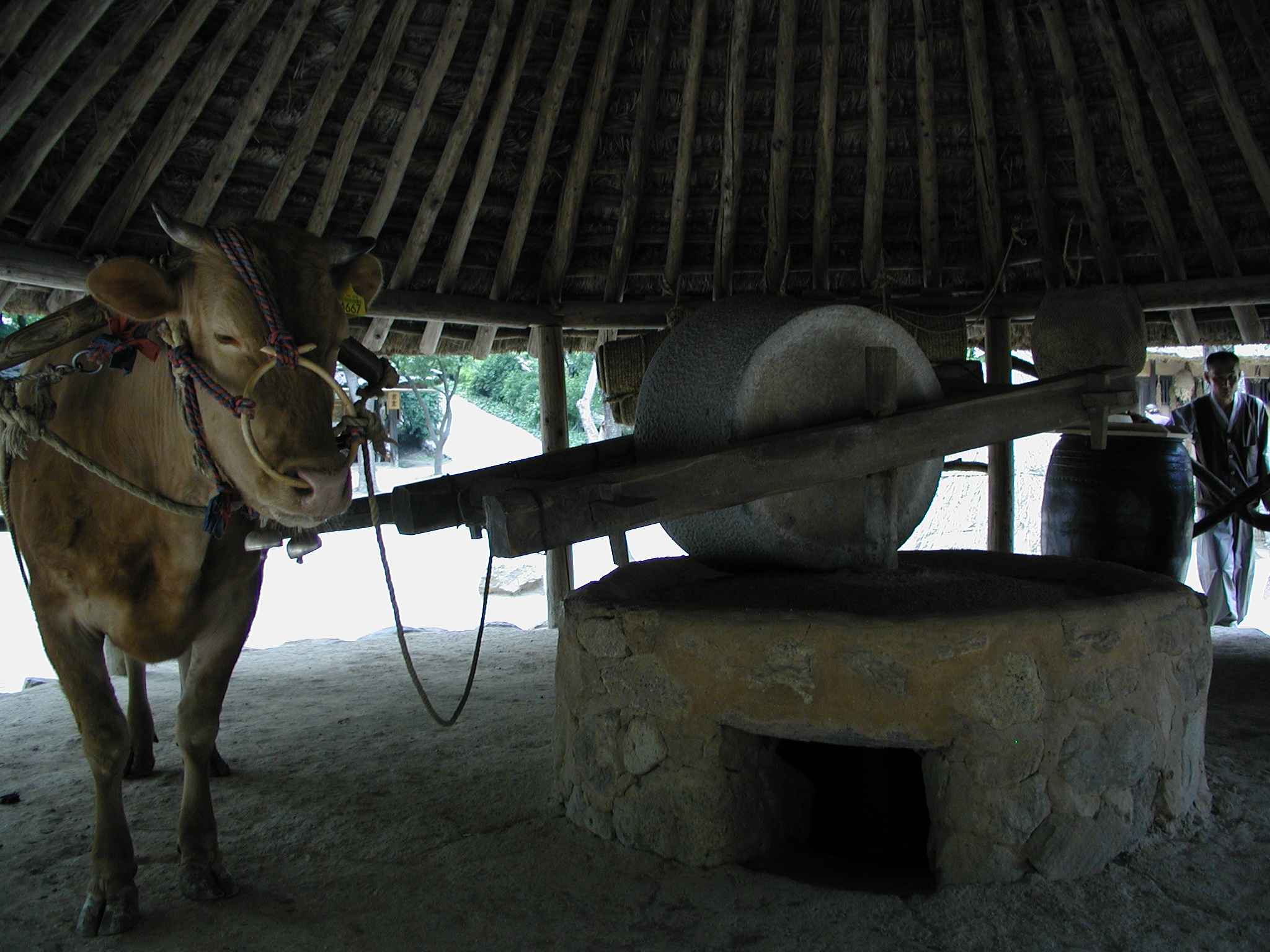
연자방아
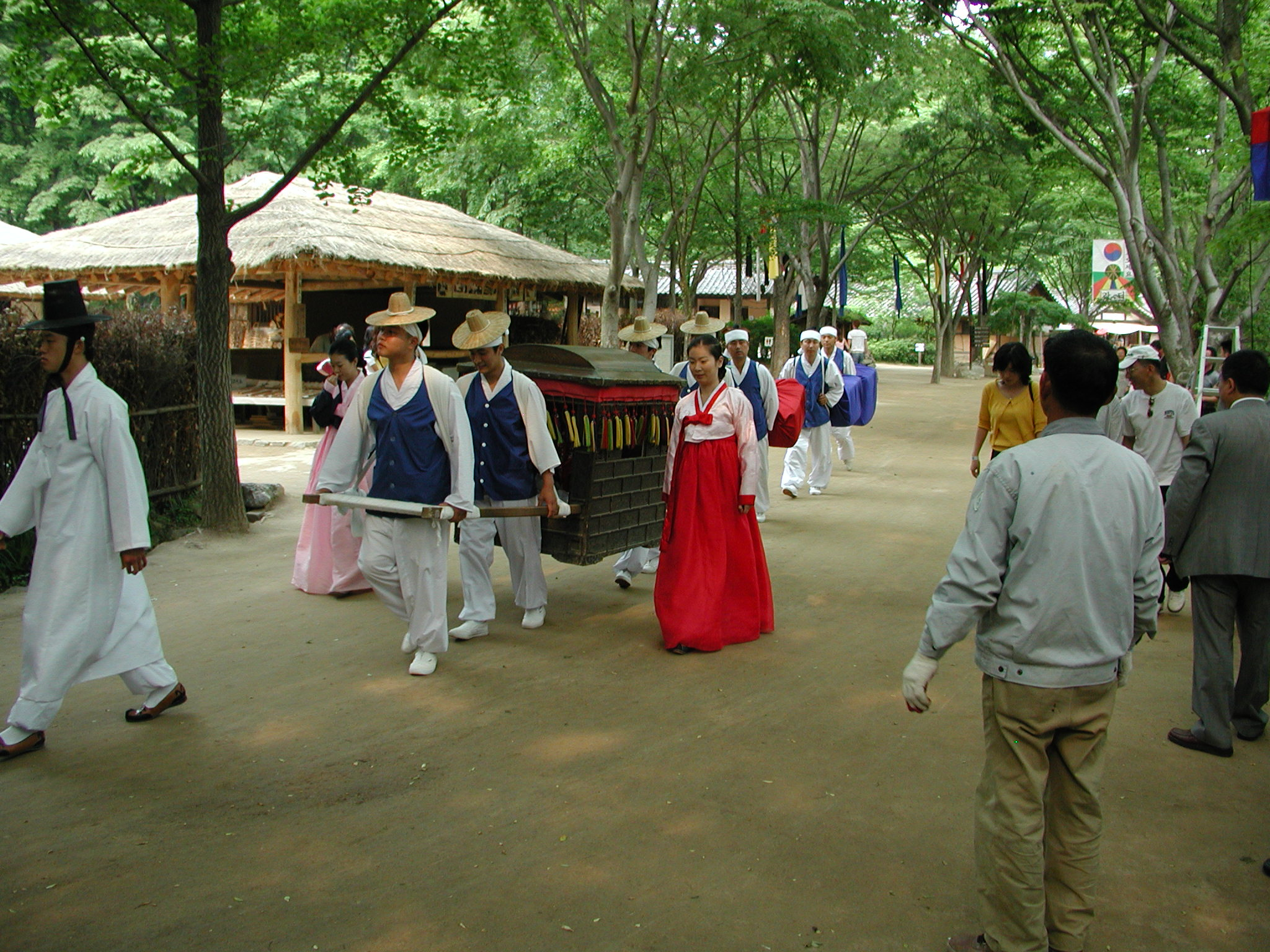
전통 가마
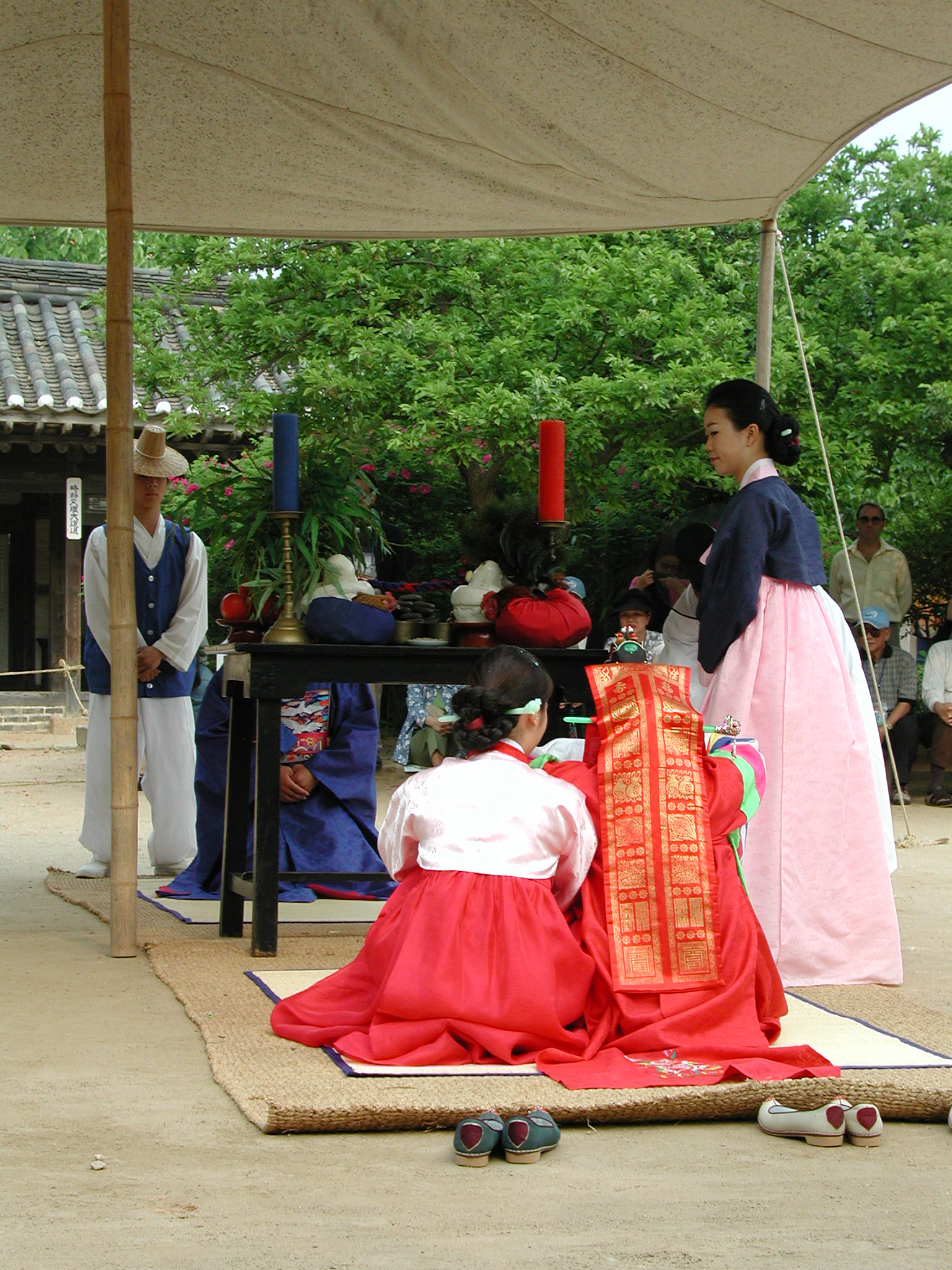
전통 혼례식